# Nathan Stevens
Nathan Stevens ist ein US-amerikanischer Schauspieler.

## Leben
Stevens gab 1999 im Fernsehfilm Die Rückkehr der vergessenen Freunde sein Schauspieldebüt. In den nächsten Jahren folgten Besetzungen in den Filmproduktionen The Ballad of Lucy Whipple, Poolhall Junkies, Punch-Drunk Love, Jumping for Joy, Der große Kampf und The Good Humor Man. 2014 hatte er eine Nebenrolle in Love Me Like You Do – Aus Schicksal wird Liebe inne. 2015 verkörperte er eine der Hauptrollen als David Young im Film The Cokeville Miracle. 2016 stellte er in The Hollow Point die Rolle des Clive Mercy dar. Der Film wurde unter anderen am 6. Mai 2016 auf dem Bilbao Fantasy Film Festival, am 25. Juni 2016 auf dem Edinburgh International Film Festival oder am 2. Juli 2016 auf dem East End Film Festival. Im selben Jahr stellte er die historische Rolle des Robert Ford in zwei Episoden der Fernsehserie Der Wilde Westen – Die wahre Geschichte dar. 2018 verkörperte er die Rolle des Aldo im Film Knights of the Witch.

## Filmografie (Auswahl)
- 1999: Die Rückkehr der vergessenen Freunde (Don’t Look Under the Bed, Fernsehfilm)
- 2001: The Ballad of Lucy Whipple (Fernsehfilm)
- 2001: Cover Me: Based on the True Life of an FBI Family (Fernsehserie, Episode 1x22)
- 2002: Poolhall Junkies
- 2002: Punch-Drunk Love
- 2002: Jumping for Joy
- 2003: Mattress Man Commercial (Kurzfilm)
- 2004: Der große Kampf (Going to the Mat, Fernsehfilm)
- 2005: The Good Humor Man
- 2009: S. Darko – Eine Donnie Darko Saga (S. Darko)
- 2009: Camouflage
- 2009: Illusion (Kurzfilm)
- 2011: For Robbing the Dead
- 2012: Peloton
- 2014: Love Me Like You Do – Aus Schicksal wird Liebe (Jackie & Ryan)
- 2015: The Cokeville Miracle
- 2015: H8RZ
- 2015: Being Charlie – Zurück ins Leben (Being Charlie)
- 2016: The Hollow Point
- 2016: Code of Honor
- 2016: Der Wilde Westen – Die wahre Geschichte (The American West, Fernsehserie, 2 Episoden)
- 2017: Icarus (Fernsehserie)
- 2017: 6 Below – Verschollen im Schnee (6 Below: Miracle on the Mountain)
- 2017: Red Lopez (Kurzfilm)
- 2018: The Men Who Built America: Frontiersmen (Miniserie, Episode 1x04)
- 2018: Lost at Desert
- 2018: Stone Cold (Kurzfilm)
- 2018: Knights of the Witch (The Appearance)
- 2018: Gather (Kurzfilm)
- 2020: Josie Jane: Kill the Babysitter
- 2023: The incitement of NED (Kurzfilm)